# 이중모음
이중모(Diphthong)이란 이어지는 두개의 모음 중 시작 모음과 끝 모음이 다른 소리를 내는 것을 말한다. 소리를 내는 동안 조음 기관의 위치가 변화하여 다르게 소리난다. 시작 소리와 마지막의 소리를 비교하면 확실히 다르지만, 조음 기관이 매끈하게 이동하여, 청각적으로 하나의 모음으로서 인식된다. 이중모음은 시작 소리가 잘 들리는 것을 하강 이중모음이라고 하고, 끝 소리가 잘 들리는 것을 상승 이중모음이라고 한다.

## 한국어
한국어에는 /y/ [j] 와 /w/ [w] 두 가지의 반모음이 있다. 연구자에 따라서는 반모음을 인정하지 않고 ‘반모음 + 단모음’을 이중모음(상승 이중모음)으로 본다.

### 현대
| 단모음   | /i l/   | /e ㅔ/  | /ɛ ㅐ/  | /y ㅟ/ | /ø ㅚ/ | /ɯ ㅡ/ | /ʌ ㅓ/  | /a ㅏ/  | /u ㅜ/  | /o ㅗ/  |
| /y/+모음 |         | /ye ㅖ/ | /yɛ ㅒ/ |        |        |        | /yʌ ㅕ/ | /ya ㅑ/ | /yu ㅠ/ | /yo ㅛ/ |
| /w/+모음 | /wi ㅟ/ | /we ㅞ/ | /wɛ ㅙ/ |        |        |        | /wʌ ㅝ/ | /wa ㅘ/ |         |         |

1. ↑  단모음을 원칙으로 하나 ㅞ[we]는 허용한다.
2. ↑  /ㅟ/는 원칙적으로 단모음 /y/이며, 이중모음 /wi/는 허용 발음이다.

/ㅢ/는‘반모음+단모음’인 /ɰi/나 ‘단모음+반모음’인 /ɯj/, 하강 이중모음인 /ɯi/ 등으로 본다. 그러나 서울 방언에서는 단모음화되어 /ㅡ/(어두에서) 또는 /ㅣ/(어두 이외에서)로 나타날 경우가 많다.
- 의사 /의사/ ― (서울 방언) /으사/
- 예의 /예의/ ― (서울 방언) /예이/

예를 들어, 이러한 기준으로 한국어의 열한 개의 이중모음 /ㅑ,ㅕ,ㅛ,ㅠ,ㅒ,ㅖ,ㅘ,ㅙ,ㅝ,ㅞ,ㅢ/를 분류하면 다음과 같다.
- 〈전후〉시작과 끝에 따라

- /ㅒ,ㅖ,ㅙ,ㅞ,ㅑ,ㅕ,ㅛ,ㅠ,ㅘ,ㅝ/는 전설 모음이다.
- /ㅢ/는 후설 모음이다.

- 〈높이〉혀의 최고점과 입천장 사이의 거리에 따라

- /ㅠ,ㅢ/는 고모음이다.
- /ㅕ,ㅛ,ㅖ,ㅞ,ㅝ/는 중모음이다.
- /ㅑ,ㅒ,ㅘ,ㅙ/는 저모음이다.

- 〈w,j〉모음에 따라

- /ㅘ,ㅙ,ㅞ,ㅝ/는 [w] 모음이다.
- /ㅑ,ㅕ,ㅛ,ㅠ,ㅒ,ㅖ,ㅢ/는 [j] 모음이다.

## 영어
모든 영어의 이중모음 음은 하강 이중모음이다. /juː/는 [i̯, uː]와 같이 분석될 수 있다.
단어는 중세 영어에서 왔고, 대부분의 현대 영어 이중 모음의 [aɪ̯, oʊ̯, eɪ̯, aʊ̯] 경우 중세 영어 긴 단모음 [iː, ɔː, aː, uː]에서 비롯되고 대 모음 추이(Great Vowel Shift)를 통해 중세 영어 이중 모음 [ɔu̯, aɪ̯]에서 비롯되어 [oʊ̯, eɪ̯]의 몇몇 사례이다.
|       | RP (영국) | 호주  | 미국   | 미국  |
| GA    | RP (영국) | 호주  | 캐나다 |       |
| ----- | --------- | ----- | ------ | ----- |
| low   | [əʊ̯]      | [əʉ̯]  | [oʊ̯]   | [oʊ̯]  |
| loud  | [aʊ̯]      | [æɔ̯]  | [aʊ̯]   | [aʊ̯]  |
| lout  | [aʊ̯]      | [æɔ̯]  | [aʊ̯]   | [əʊ̯]1 |
| lied  | [aɪ̯]      | [ɑe̯]  | [aɪ̯]   | [aɪ̯]  |
| light | [aɪ̯]      | [ɑe̯]  | [əɪ̯]1  | [əɪ̯]1 |
| lane  | [eɪ̯]      | [æɪ̯]  | [eɪ̯]   | [eɪ̯]  |
| loin  | [ɔɪ̯]      | [oɪ̯]  | [ɔɪ̯]   | [ɔɪ̯]  |
| loon  | [uː]      | [ʉː]  | [ʊu̯]4  | [ʊu̯]4 |
| lean  | [iː]      | [ɪi̯]4 | [ɪi̯]4  | [ɪi̯]4 |
| leer  | [ɪə̯]      | [ɪə̯]  | [ɪɚ̯]3  | [ɪɚ̯]3 |
| lair  | [ɛə̯]2     | [eː]2 | [ɛɚ]3  | [ɛɚ]3 |
| lure  | [ʊə̯]2     | [ʊə̯]  | [ʊɚ̯]3  | [ʊɚ̯]3 |

1. 캐나다 영어에서는 캐나다식 억양 /aʊ̯/와 /aɪ̯/에 대한 변이음이 나타난다. GA 와 RP에서는 /aɪ̯/에 대한 억양이 덜 나타난다.
2. 옛날의 /iː/와 /uː/ 같은 단모음소리들은 많은 방언에서 이중모음화되었다. 대부분 [uu̯]와 [ii̯]로 바뀌며, 여기서는 음절적인 요소보다는 비음절적인 요소가 더 강하다. 가끔은 /uw/와 /ij/의 형태로 나타나기도 한다.
3. 코다의 [ɹ] 모음 같은 다른 설명에서는 모음으로 분석을 하지만, 로틱 방언(r-음화음 방언)에서는 비슷한 단어들, poor, 그리고 peer 같은 단어들이 이중모음으로 분석된다.
4. 영국 발음(Received Pronunciation)에서, lair와 lure에 나타나는 모음은 [ɛː]와 [oː]로 각각 단모음화 (낱홀소리) 된다.[1]
5. 대부분의 호주 영어 사용자는 "-ee-"모음을 단모음화 시킨다. 그러나, 서호주 영어는 예외입니다, 그것은 일반적인 특징으로 fear 와 beard처럼 이중모음을 중심로한다.

## 불어
프랑스에서 쓰이는 불어에는 이중모음이 존재하지 않으나, 퀘벡의 불어에는 이중모음이 남아 있다.

## 같이 보기
- 모음
- 단모음